# Wyatt’s Green
Wyatts Green – wieś w Anglii, w hrabstwie Essex, w dystrykcie Brentwood. Leży 14 km na południowy zachód od miasta Chelmsford i 36 km na północny wschód od Londynu.